# マサチューセッツ (戦艦)
マサチューセッツ（英語: USS Massachusetts, BB-59）は、アメリカ海軍が第二次世界大戦で運用した戦艦。サウスダコタ級戦艦の3番艦。艦名はマサチューセッツ州に因む。この名を持つ艦としては7隻目。太平洋戦争終結後、博物館船として保存され、バトルシップ・コーヴにて公開されている。

## 艦歴
「マサチューセッツ」は1939年7月20日にマサチューセッツ州クインシーのベスレヘム・スチール社で起工した。1941年9月23日にフランシス・ラヴァリング・アダムズ（チャールズ・フランシス・アダムズ3世の夫人）によって命名・進水し、ボストンで1942年5月12日に初代艦長フランシス・E・M・ホィッティング大佐の指揮下就役した。
就役後の整調訓練が完了すると1942年10月24日にメイン州カスコ湾を出港。4日後に北アフリカ侵攻作戦参加のため西部方面任務群 (Western Naval Task Force) と合流。11月8日、第34任務部隊（ヒューイット提督、旗艦「オーガスタ」）はカサブランカ沖合で、ヴィシー政権側のフランス軍と交戦する（カサブランカ沖海戦）。ヒューイット提督の隷下には、「マサチューセッツ」などの第34.1任務群、空母「レンジャー」などの第34.2任務群があった。
「マサチューセッツ」や巡洋艦「ウィチタ」「タスカルーサ」などからなる第34.1任務群（ロバート・C・ギッフェン少将）の任務は、フランス海軍のリシュリュー級戦艦「ジャン・バール」（未完成）、カサブランカのフランス艦艇の封じ込め等であった。フランスのEl Hank砲台の発砲を受けて「マサチューセッツ」は港内の「ジャン・バール」に対して砲撃を開始。「ジャン・バール」も撃ち返したが、フランス側は目標をほとんど視認できず、砲撃は限定的なものにとどまった。「マサチューセッツ」側も、港が煙に覆われていた上に火器管制レーダーが使用不能となるといったことがあったが、最終的に何度か「ジャン・バール」に命中弾を与えた。また、「マサチューセッツ」や巡洋艦の砲撃は港内の他の艦船にも被害を与えた。「マサチューセッツ」の砲撃では、フランス駆逐艦「ル・マラン」が損傷、タンカー「Ile d’Ouessant」が沈没、客船「Porthos」が転覆、「Ile de Noirmoutier」が損傷し、「Fauzon」と客船「Savoie」が被弾した。「Savoie」は16インチ砲弾2発を受けた後、さらに被弾して転覆した。
続いて、出撃してきたフランス巡洋艦「プリモゲ」や駆逐艦との戦闘となった。「マサチューセッツ」はフランス駆逐艦「ミラン」と「フグー」に命中弾を与え、「プリモゲ」とEl Hank砲台から命中弾を受けた。「フグー」は沈没した。また、フランス潜水艦「メデュース」が「マサチューセッツ」に対して魚雷4本を発射したが、外れた。
フランス軍との停戦が成立すると、11月12日に帰国の途につき、太平洋戦線へ向かう準備を行った。
1943年3月4日ニューカレドニアのヌーメアに到着した。11月19日から21日ギルバート諸島マキン、タラワ、アベママを攻撃した空母群と行動した。12月8日、ナウル砲撃。1944年1月30日、クェゼリン砲撃。2月1日、上陸を支援した。4月22日ホーランディア侵攻に参加。5月1日ポナペ島砲撃。その後ピュージェット・サウンドでオーバーホールを受けた。

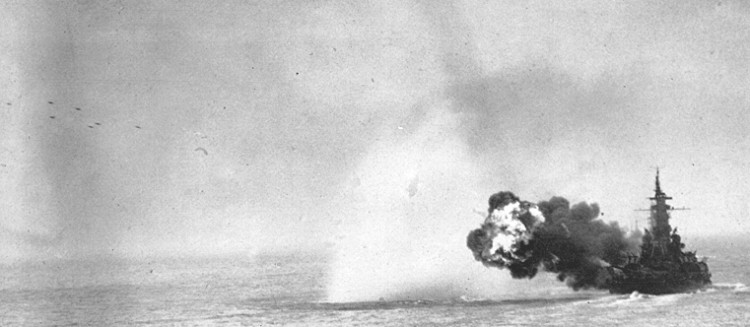
釜石市を砲撃するマサチューセッツ、1945年7月14日

「マサチューセッツ」は8月1日に真珠湾を出港した。10月6日、マーシャル諸島を出撃し、フィリピン攻略作戦にともなうレイテ島上陸作戦の支援に向かう。10月23日から26日にかけてのレイテ沖海戦では、フレデリック・C・シャーマン少将が指揮する第38.3任務群（第38機動部隊第3群）に属している。海戦当初の第38.3任務群は、大型空母2隻（レキシントン、エセックス）、軽空母2隻（ラングレー、プリンストン）、サウスダコタ級戦艦2隻（サウスダコタ、マサチューセッツ）、巡洋艦や駆逐艦部隊で編成されていた（レイテ沖海戦、両軍戦闘序列）。
10月24日、小沢機動部隊や第二航空艦隊（基地航空部隊）の攻撃隊が第38任務部隊を攻撃した。第38.3任務群の艦上戦闘機は日本軍攻撃隊を撃退したが、ついに艦上爆撃機の突破を許す。軽空母「プリンストン」が彗星の爆撃により大火災となり、雷撃処分された。救援作業中の軽巡「バーミンガム」も誘爆で大破した。
第3艦隊 (U.S. Third Fleet) を率いるハルゼー大将（旗艦「ニュージャージー」）は、小沢機動部隊を追撃するため北方に進撃し、10月25日未明に高速戦艦を基幹とする重攻撃部隊を編成した。ウィリス・A・リー中将（旗艦「ワシントン」）が率いる第34任務部隊第1群である。
同日午前中、サマール島沖合で第77任務部隊の護衛空母部隊と、栗田艦隊が交戦する。サマール沖海戦でアメリカ護衛空母部隊が苦戦していた頃、第34任務部隊（戦艦部隊）と第38任務部隊（空母機動部隊）は小沢艦隊を片づけるため北上し、エンガノ岬沖海戦が始まっていた。第7艦隊（キンケイド提督）からの救援要請と、太平洋艦隊長官ニミッツ大将から「第34任務部隊は何処にありや 何処にありや。全世界は知らんと欲す」の電報を受けたことにより、ハルゼー提督は第34任務部隊と空母機動部隊の分遣隊を南方へ反転させた。だが戦艦「大和」など栗田艦隊の主力艦を捕捉できなかった。
12月17日、ミンドロ島侵攻支援中に台風に遭遇した。12月30日から1945年1月23日の間は台湾を攻撃（グラティテュード作戦）、リンガエン湾上陸支援を行った第38任務部隊に所属していた。その後沖縄戦に参加した。姉妹艦2隻（サウスダコタ、インディアナ）と共に、クラーク提督の第58任務部隊第1群（第58.1任務群）に所属していた（沖縄戦、連合軍海上部隊戦闘序列）。6月10日南大東島に砲撃を実施した。
「マサチューセッツ」は1945年7月1日にレイテ湾を出航、第3艦隊の日本本土に対する最終攻撃に合流した。東京空襲に向かう空母部隊の護衛を行った後、7月14日に釜石を砲撃し、日本で二番目の規模の製鉄所を破壊（釜石艦砲射撃）。2週間後には浜松を砲撃、石油コンビナートを破壊した。8月9日、再び釜石を砲撃。ここでの砲撃は第二次世界大戦最後の16インチ砲の発射である。

## 大戦後
戦争が終わり、「マサチューセッツ」は9月1日にピュージェット・サウンド海軍工廠にオーバーホールのため向かった。作業が完了すると1946年1月28日にカリフォルニア沖に向けて出航、その後サンフランシスコからハンプトン・ローズに向かい、4月22日に到着した。「マサチューセッツ」は1947年3月27日に退役し、バージニア州ノーフォークの大西洋艦隊予備役艦隊入りする。その後1962年6月1日に除籍された。
「ビッグ・マミー (Big Mamie)」は1965年6月8日にマサチューセッツ記念委員会の管理に移され、スクラップの運命から救われた。1965年8月14日にマサチューセッツ州フォール・リバーにあるバトルシップ・コーヴに係留され、第二次世界大戦に自らの命を捧げた人々の記念碑として現在も公開されている。
1980年代にレーガン政権が「600隻海軍」構想の下アイオワ級戦艦4隻を再就役させた際、海軍は「マサチューセッツ」の設備及び部品を用いてアイオワ級を補修した。1998年に「マサチューセッツ」はオーバーホールのためボストン湾の3番乾ドックへ曳航され、翌年フォール・リバーに戻された。
「マサチューセッツ」は第二次世界大戦の戦功により11個の従軍星章を受章した。